# Faccio after
Faccio after  è un singolo del gruppo musicale Il Pagante, pubblicato il 9 novembre 2014 ed estratto dall'album in studio Entro in pass.

## Descrizione
Il singolo, pubblicato il 9 novembre 2014 (per le radio il 13 dello stesso mese) con relativo video ufficiale caricato per la prima volta sul canale YouTube della Warner Music Italy, entra in pochi giorni nelle hits di internet. La clip viene registrata nella Villa Peyrano - Oltrona Visconti, sita nella frazione di Albarola, in provincia di Piacenza da Blacklight Staff. Nell'introduzione al video appare per un cameo il rapper Gué Pequeno e vede anche la partecipazione di Andrea Diprè.
La canzone è dedicata al popolo della notte che porta avanti le proprie serate fino alla mattina seguente.
Il brano viene proposto live per la prima volta alla discoteca Limelight di Milano il 15 novembre 2014, in un concerto del trio, nonché data di partenza del Faccio after in tour.
In pochi giorni dalla pubblicazione, Faccio after entra nelle prime dieci posizioni di iTunes. Inoltre, arriva alla posizione massima numero 68 nella Top Singoli di FIMI, ottenendo il disco d'oro nella settimana quarantuno del 2016.
Faccio after viene scelta come traccia numero tre nel primo album in studio della band, Entro in pass, pubblicato il 16 novembre 2016 dalla Warner Music Italy.

## Tracce
1. Faccio after – 3:49 (Cremona, Panzera, Tomasi)

## Formazione

### Gruppo
- Roberta Branchini - voce
- Federica Napoli - voce
- Eddy Veerus - voce

### Produzione
- Merk & Kremont - produzione

## Classifiche
| Classifica (2014) | Posizione massima |
| ----------------- | ----------------- |
| Italia            | 68                |

## Faccio after in tour
A partire dal 15 novembre 2014, parte un tour del gruppo musicale per vari locali italiani che si conclude il 24 aprile 2015 dal titolo Faccio after in tour con DJ set di DJ Fedex.
| Data             | Città                 | Stato  | Luogo                 |
| ---------------- | --------------------- | ------ | --------------------- |
| Europa           |                       |        |                       |
| 15 novembre 2014 | Milano                | Italia | Limelight             |
| 22 novembre 2014 | Montereale Valcellina | Italia | Paradise Bissò        |
| 29 novembre 2014 | Cremona               | Italia | Prins                 |
| 29 novembre 2014 | Desenzano del Garda   | Italia | NoName                |
| 6 dicembre 2014  | Prato                 | Italia | Naïf Discoteque       |
| 7 dicembre 2014  | Sestriere             | Italia | Tabata                |
| 19 dicembre 2014 | Biella                | Italia | Concept               |
| 20 dicembre 2014 | Torino                | Italia | Patio                 |
| 20 dicembre 2014 | Cuneo                 | Italia | Evoque                |
| 22 dicembre 2014 | Como                  | Italia | Made Club             |
| 22 dicembre 2014 | Brescia               | Italia | Circus Beat Club      |
| 23 dicembre 2014 | Ravenna               | Italia | Burrocacao            |
| 23 dicembre 2014 | Bologna               | Italia | Numa Club             |
| 31 dicembre 2014 | Rovigo                | Italia | Studio 16             |
| 31 dicembre 2014 | Asiago                | Italia | Hodegart              |
| 10 gennaio 2015  | Novara                | Italia | Celebrità             |
| 12 gennaio 2015  | Parma                 | Italia | Campus Industry Music |
| 17 gennaio 2015  | Perugia               | Italia | Velvet                |
| 23 gennaio 2015  | Avigliana             | Italia | Havana Village        |
| 24 gennaio 2015  | Modena                | Italia | KYI Club              |
| 31 gennaio 2015  | Alba                  | Italia | Caveau                |
| 7 febbraio 2015  | Mantova               | Italia | Gusto                 |
| 14 febbraio 2015 | Reggio Calabria       | Italia | Luna Ribelle          |
| 15 febbraio 2015 | Padova                | Italia | Paper                 |
| 19 febbraio 2015 | Cassano Magnago       | Italia | Minimal Club          |
| 21 febbraio 2015 | Piacenza              | Italia | Avila                 |
| 28 febbraio 2015 | Cermenate             | Italia | Cult Club             |
| 7 marzo 2015     | Verona                | Italia | Berfi's Club          |
| 14 marzo 2015    | Senigallia            | Italia | Mama mia              |
| 21 marzo 2015    | Seriate               | Italia | Upset                 |
| 24 aprile 2015   | Mantova               | Italia | Priscilla             |

### Concerti annullati o spostati
- Il concerto previsto per il 31 dicembre 2014 al Palasport di Caorle è stato spostato allo Studio16 di Rovigo[10][14].
- Il concerto previsto per il 13 dicembre 2014 al Vita di Catania è stato annullato[10][11].